# David Howard Hitchcock
Pour les articles homonymes, voir Hitchcock (homonymie).
David Howard Hitchcock, né à Hilo dans l'archipel d'Hawaï le 15 mai 1861, et mort à Honolulu le 1er janvier 1943, est un peintre américain.

## Biographie
Il étudia à Paris et retourna à Hawaï en 1893, où il continua ses études avec Jules Tavernier.
Durant ses voyages dans les années 1900, Hitchcock explora les régions volcaniques des îles Hawaï, et en juillet 1907 il fit sa première visite de l'île de Kaui, où il peint le Canyon de Waima. Il visita et peint l'île de Maui en 1915 et 1916. Il fut le membre précurseur de la Volcano School d'Hawaiï, et ses peintures les plus importantes datent d'une période étalée entre 1905 et 1930.
Hitchcock peint plusieurs peintures murales à Honolulu et exécuta des vues spectaculaires de Hawaii  pour la vaisselle de l'Inter-Island Steam Navigation Company 3[réf. nécessaire]. Durant la fin des années 1920, après son voyage à New York appliqua le style impressionniste.
En 1894, Hitchcock devint un des fondateurs de la Kilohana Art League. En 1927, il exposa plusieurs peintures à l'inauguration de la Honolulu Academy of Arts, où il eut une rétrospective en 1936. Ses peintures furent exposées à la Alaska-Yukon-Pacific Exposition à Seattle en 1909 (où il fut primé) et à la Panama-Pacific International Exposition à San Francisco en 1915. En 1939 il exposa à la Exposition internationale du Golden Gate à San Francisco et à l'Exposition Universelle de New York 1939-1940. Hitchcock mourut à Honolulu le 1er janvier 1943.
Plusieurs des peintures d'Hitchcock sont généralement visibles à la Honolulu Academy of Art.

## Œuvres

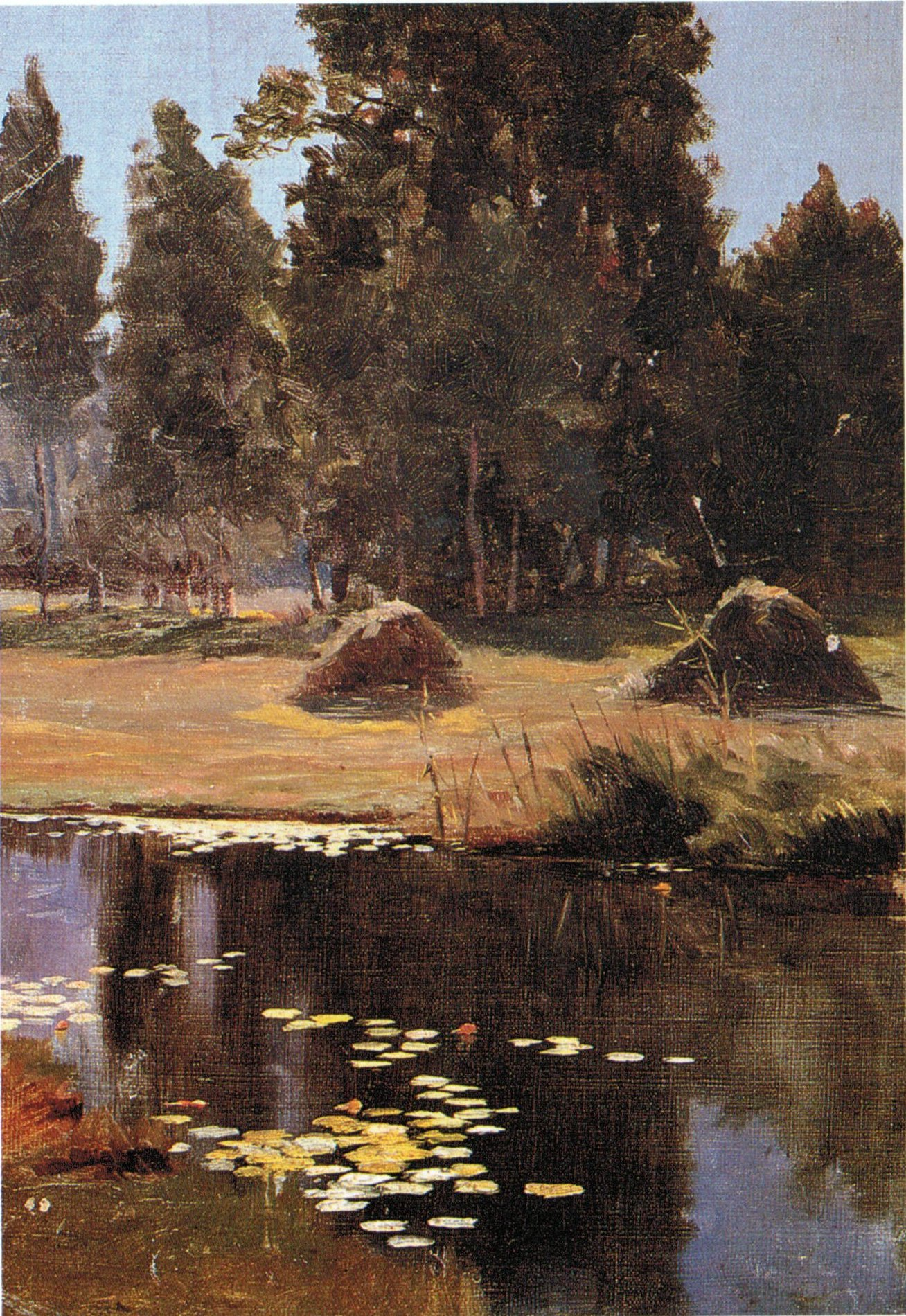
Moret-sur-Loing (1893).
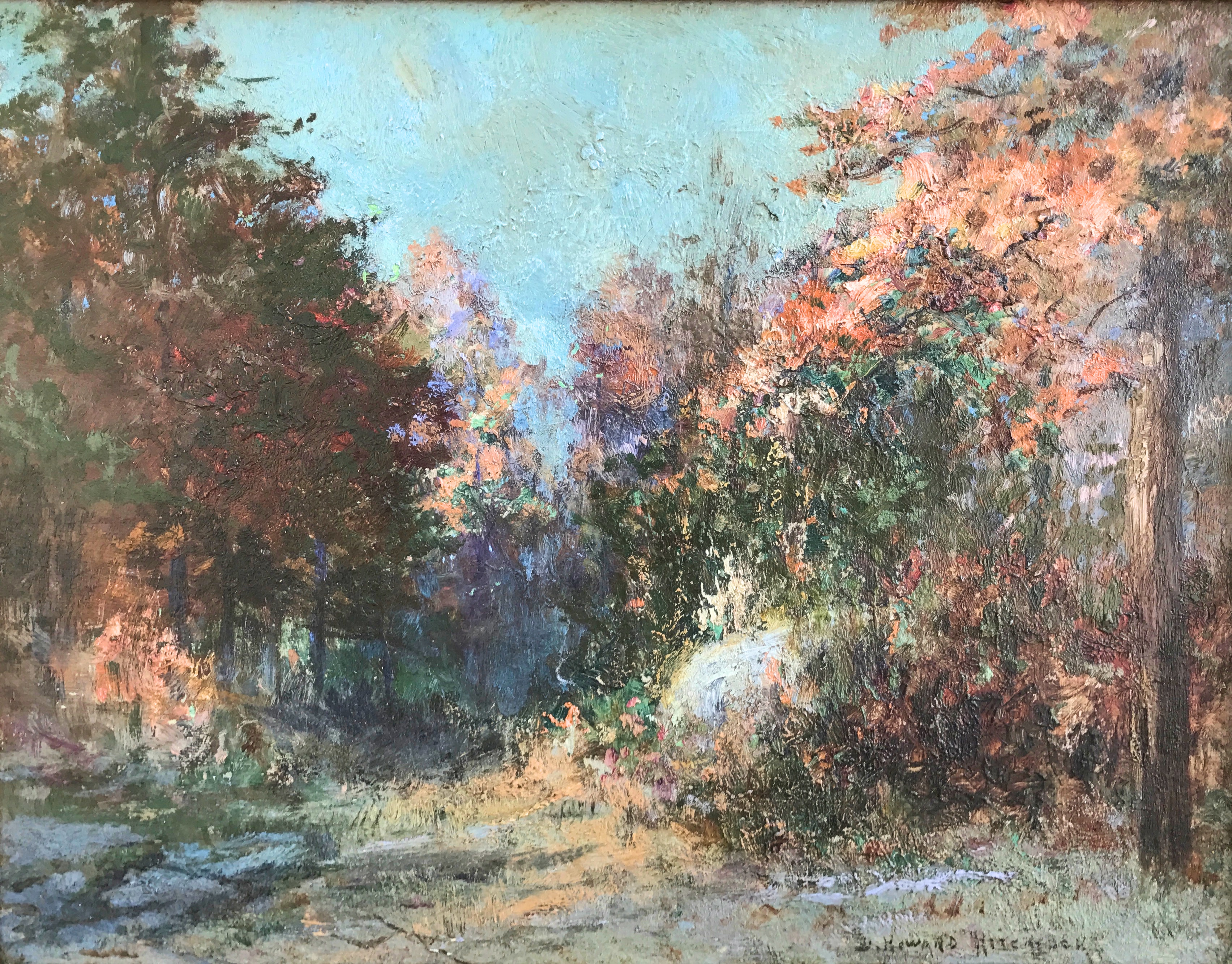
Nutley, New Jersey (1905).
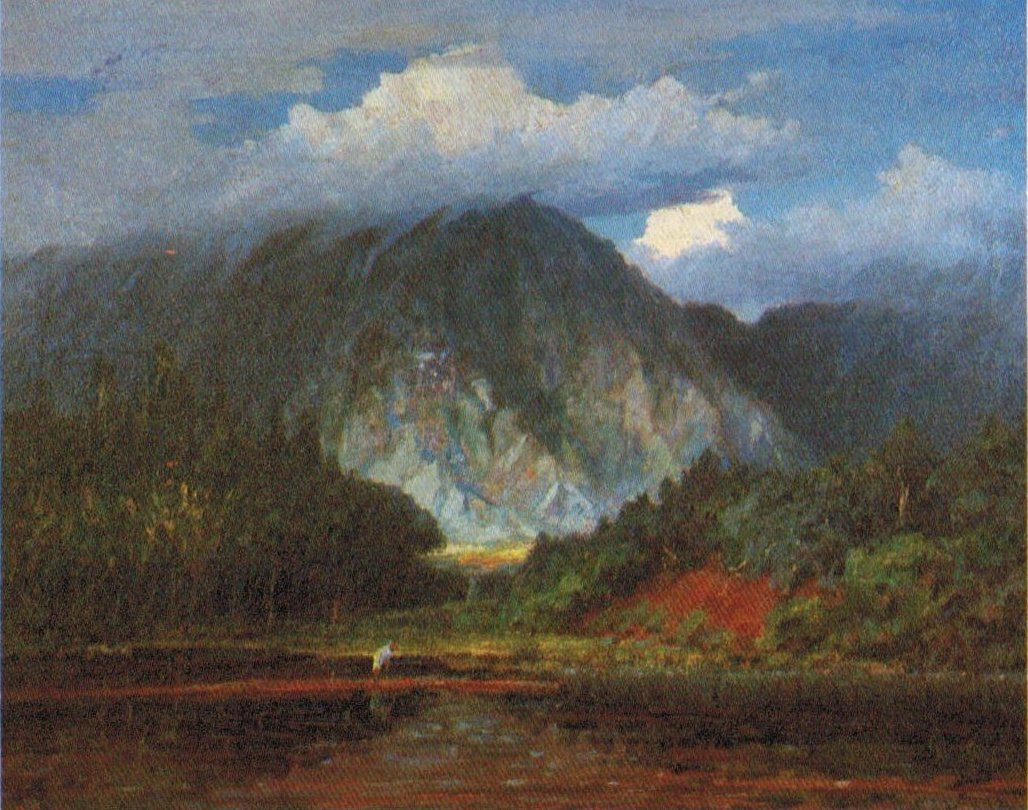
Haiku Valley (1917).